# قياسة بوتنامية
القياسة البوتنامية (الاسم العلمي:Plusia putnami) (بالإنجليزية: Lempke's gold spot or Putnam's looper moth)‏ هي نوع من الحشرات تتبع جنس القياسة من فصيلة الليليات.